# Sanirin
Sanirin (Sanir, Saniry) ist ein osttimoresischer Suco im Verwaltungsamt Balibo (Gemeinde Bobonaro).

## Geographie

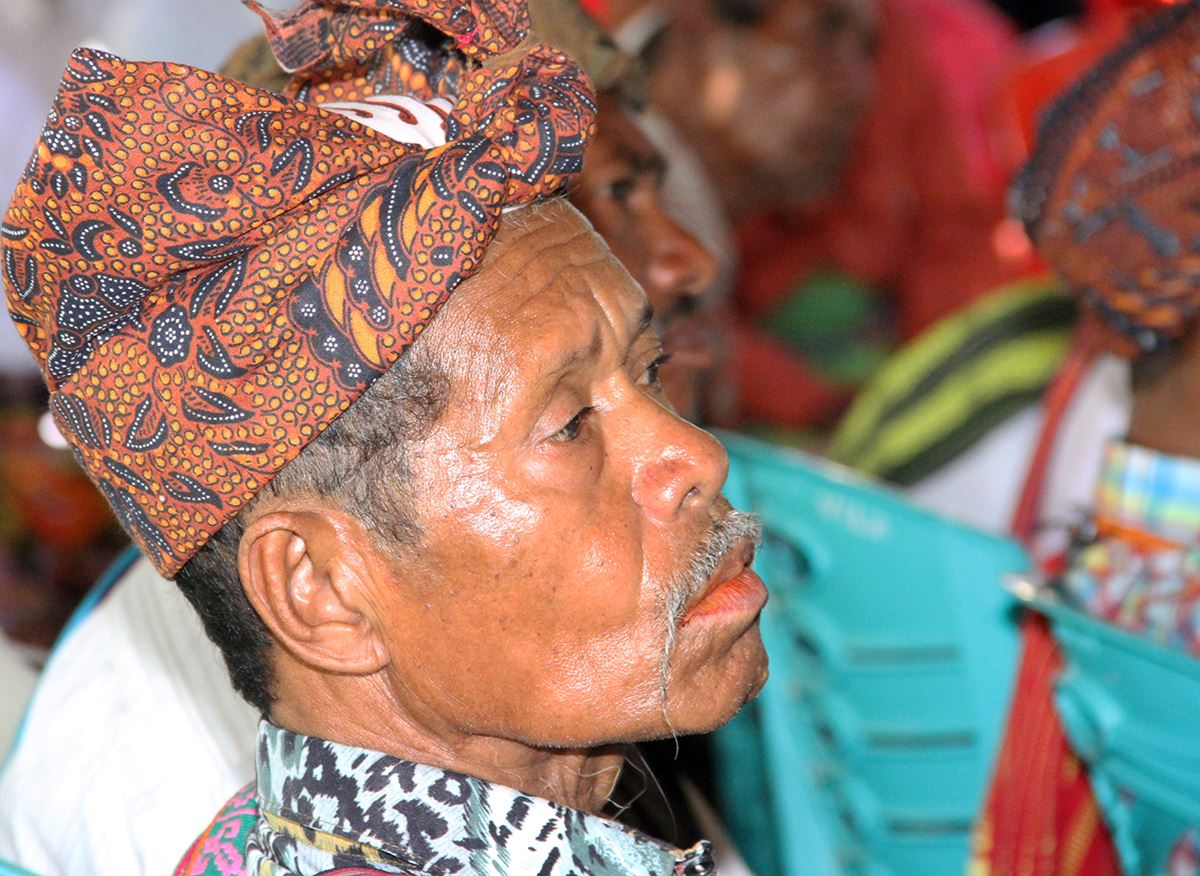
Mann mit traditioneller Kopfbedeckung

Sanirin liegt im Nordwesten des Verwaltungsamts Balibo, an der Küste der Sawusee. Im Süden liegt der Suco Batugade, im Südosten der Suco Balibo Vila und im Nordosten der Suco Leolima. Im Norden grenzt Sanirin an das Verwaltungsamt Atabae mit dem Suco Aidabaleten. An der Grenze zu Aidabaleten befindet sich der Lago Malai. Der See wird durch mehrere Flüsse aus dem Nordosten des Sucos gespeist. Aus dem See fließt das Wasser teils nach Westen in die Sawusee, teils nach Norden in den Lago Hatsun in Aidabaleten. Sanirin hat eine Fläche von 36,46 km² und teilt sich in die drei Aldeias Caco (Cacu), Palaca (Palaka, Falaka) und Subaleco (Subalesu, Suba Lesu). Höchster Berg des Sucos ist der Foho Lauleun (Lage) mit 699 m. Weitere Erhebungen sind der Foho Suba Lesu (682 m, Lage), der Foho Frititir (431 m, Lage), der Foho Fidar (550 m, Lage), der Taruik Mortaun (500 m, Lage), der Taruik Fatudutun (188 m, Lage), der Taruik Laharuiti (211 m, Lage) und der Foho Oholaun (640 m, Lage).
Von Südwest nach Nordost führt die nördliche Küstenstraße, eine der Hauptverkehrswege des Landes, die von der Landesgrenze zum indonesischen Westtimor, bis nach Com im Osten des Landes führt. An ihr liegen im Suco (von Süd nach Nord) die Orte Caco (Macassar), Palaca, Biatoro und Subaleco. Das Dorf Oemarasi befindet sich im Nordosten des Sucos. Im Südosten liegen die Dörfer Subaleco, Subaleco Foho und Maliaben (Malia ben).
Die Ortschaften Sukabelulik und Tapo im Süden kamen 2015 von Batugade an Sanirin, so dass der Leometik und sein Quellfluss Kolosuma an der Südspitze von Sanirin einen Teil der Grenze zu Batugade zeichnen. Dafür gab Sanirin im Norden Aimalae und Megir (Miguir) an Leolima ab.
In Palaca befindet sich die Escola Secundária Católica Geral e Pescas (deutsch Katholische Sekundarschule für Allgemeinbildung und Fischerei).

## Einwohner
Im Suco leben 2.300 Einwohner (2022), davon sind 1.163 Männer und 1.137 Frauen. Im Suco gibt es 421 Haushalte. Etwa 90 % der Einwohner geben Kemak als ihre Muttersprache an. Fast 10 % sprechen Tetum Prasa und kleine Minderheiten Bunak oder Tetum Terik.

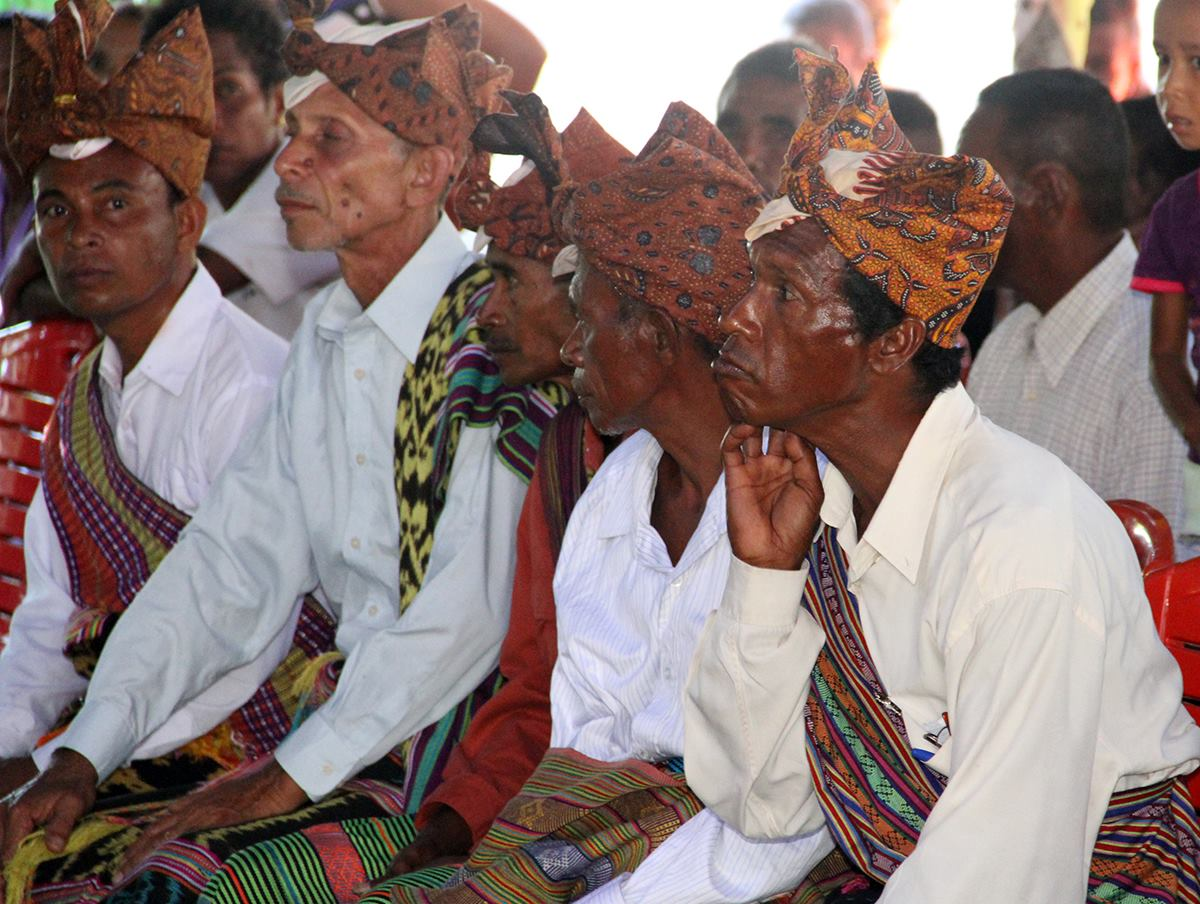
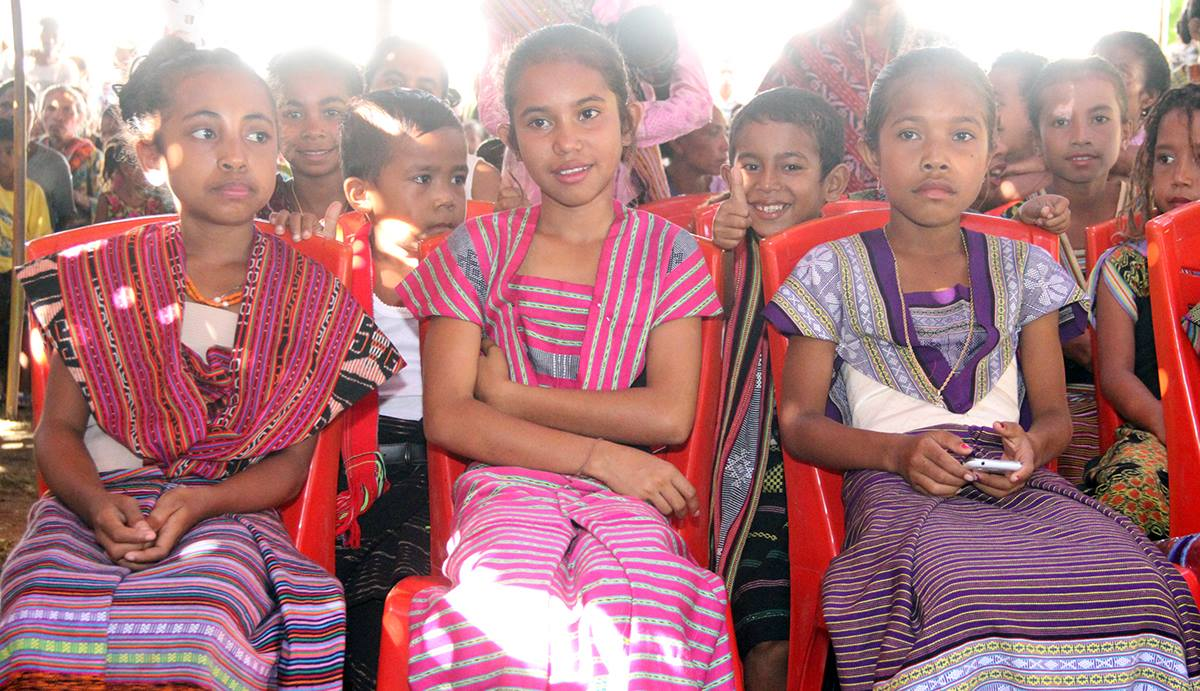
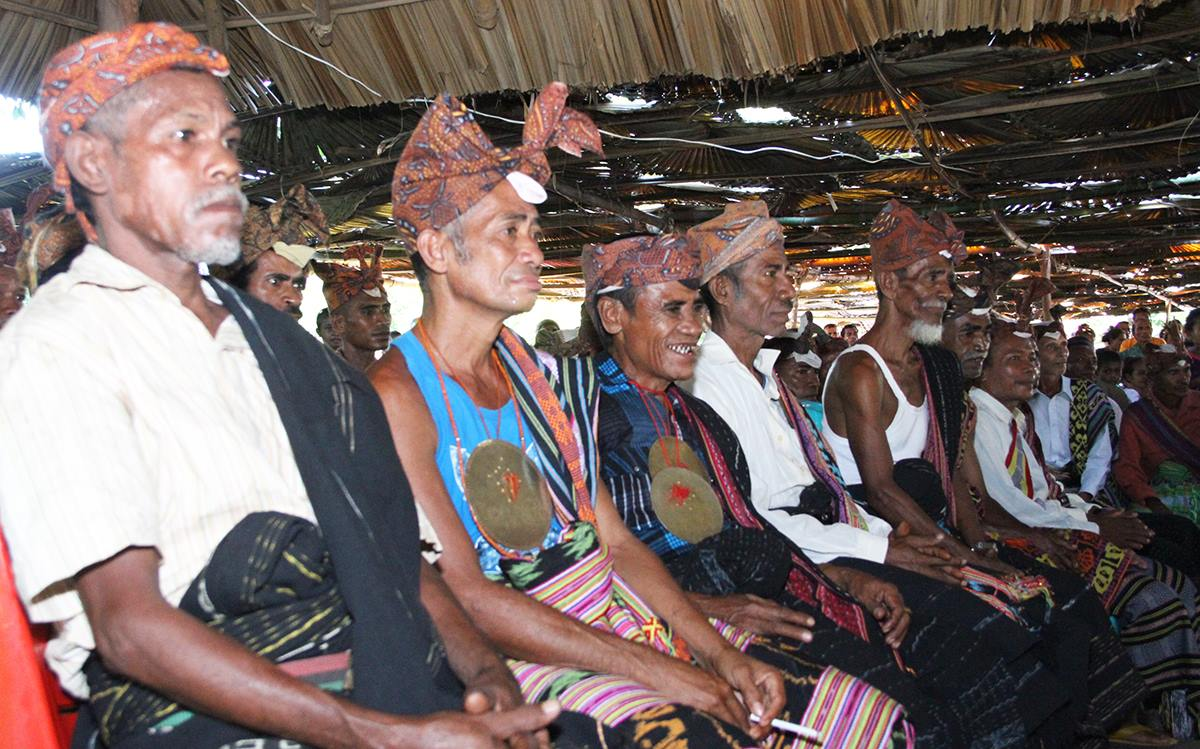
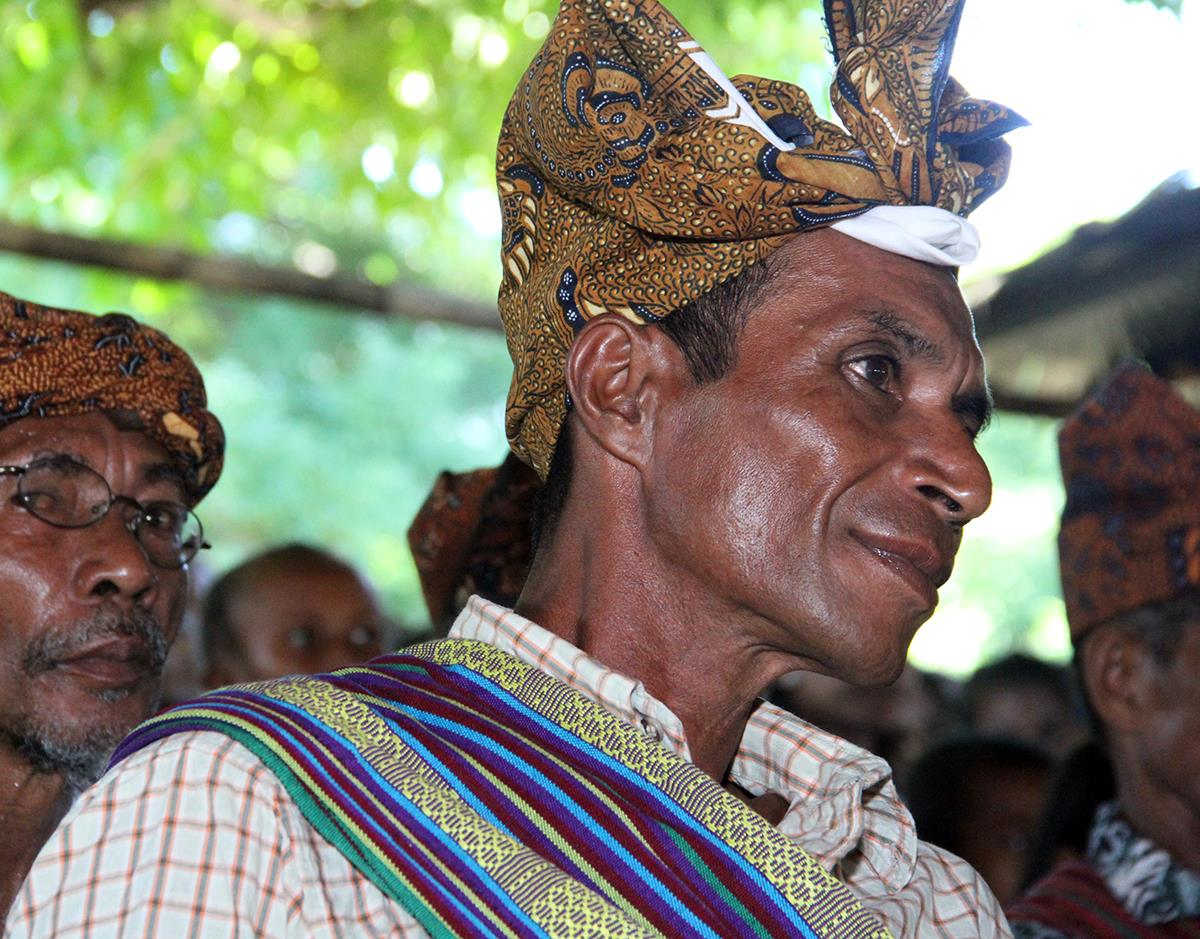

## Geschichte

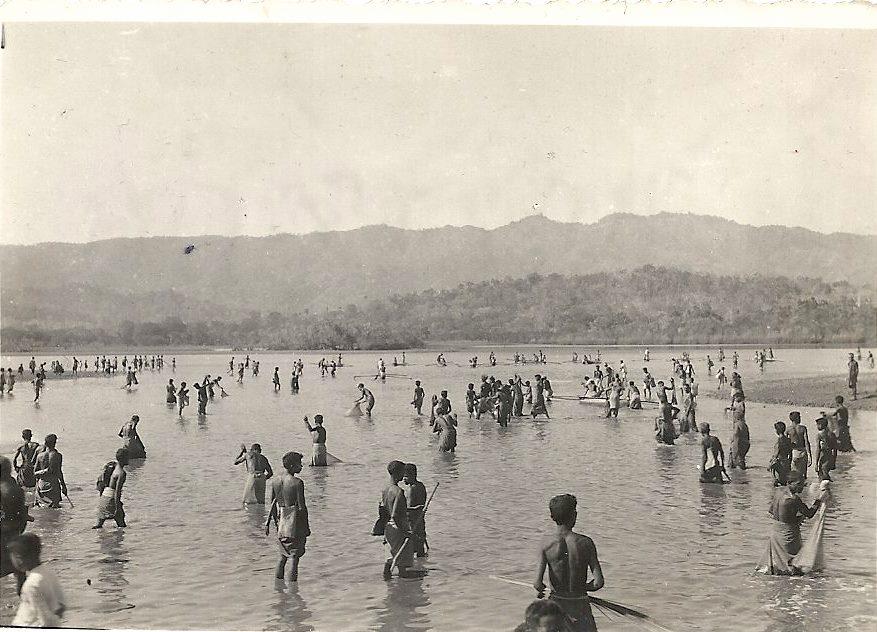
Fischer im Lago Malai in den 1930er Jahren

Sanirin war eines der traditionellen Reiche Timors, die von einem Liurai regiert wurden. Es erscheint auf einer Liste von Afonso de Castro, einem ehemaligen Gouverneur von Portugiesisch-Timor, der im Jahre 1868 47 Reiche aufführte.
Im 18. Jahrhundert beteiligte sich Sanirin an der Cailaco-Rebellion gegen die Portugiesen.
Im 19. Jahrhundert waren die Kemak von Sanirin offiziell dem Reich von Balibo tributpflichtig. 1868 entsandten die Portugiesen eine Streitmacht nach Sanirin, da sich dessen Liurai sich weigerte Steuern zu Zahlen.
Ab 1894 unterstützte Sanirin, zusammen mit anderen Reichen im Westen von Portugiesisch-Timor, Obulo und Marobo im Aufstand gegen die Portugiesen. Im September 1895 konnten die Timoresen die Streitmacht von Hauptmann Eduardo da Câmara vernichten. Auch alle europäischen Offiziere kamen ums Leben, Câmara wurde enthauptet. Gouverneur José Celestino da Silva entsandte daraufhin eine Strafexpedition, die nacheinander die Reiche der Rebellen heimsuchte und dem Erdboden gleichmachte. Leutnant Francisco Duarte und Hauptmann Francisco Elvaim kommandierten die Streitmacht mit fast 6.000 Mann, inklusive 40 Portugiesen. Am Nachmittag des 13. August 1896 erreichten sie von den Bergen aus das zu Sanirin gehörende, befestigte Dorf Dato-Lato (anderer Quelle nach Dato-Tolo), mit Trommelwirbel und Kriegsgeschrei. Die Portugiesen vermuteten hier den flüchtigen Liurai von Cotubaba, der aber bereits weiter gezogen war. Da man den Beteuerungen der Bewohner nicht glaubte, wurde das Dorf am Abend des 17. August trotz hartnäckigen Widerstands vollständig vernichtet. Einigen Einwohnern gelang die Flucht, indem sie ihre Wasserbüffel auf die Angreifer losließen. Die Plünderungen und das Morden in Dato-Lato und den benachbarten Dörfern dauerte die ganze Nacht. In den folgenden Tagen wurden auch andere Teile Sanirins verheert. Duarte zählte allein 104 Köpfe, die von den timoresischen Hilfstruppen den Opfern abgeschlagen wurden, darunter auch von Brau Sacca, dem „Mörder“ von Hauptmann Câmara. Das Grauen war so groß, dass die mit Portugal verbündeten Herrscher von Atsabe und Deribate ihre Krieger abzogen. Gegen Deribate führten die Portugiesen daher später ebenfalls eine Strafexpedition, die weitere hunderte Tote forderte.
Gouverneur José Celestino da Silva erklärte das Reich von Sanirin für aufgelöst und stellte es unter die Herrschaft von Balibo.

## Politik
Bei den Wahlen von 2004/2005 wurde Agusto Dato Buti zum Chefe de Suco gewählt und 2009 und 2016 in seinem Amt bestätigt. Er wurde 2023 von Francisco Reis Tavares abgelöst.

## Kultur
Alle vier Jahre findet am Lago Malai ein Fischerfest statt. Der Termin variiert, fällt aber grundsätzlich auf den 29. und 30. August.

## Wirtschaft
Dem Strand von Palaca und dem Lago Malai spricht man touristisches Potential zu.